# Àguila
|  | Per a altres significats, vegeu «Àguila (desambiguació)». |

Àguila o àliga és el nom que s'aplica a una sèrie d'ocells rapinyaires diürns que comparteixen, en major o menor grau, una sèrie de característiques. No es tracta d'un clade ni la denominació té valor filogenètic, tot i que la major part de les àguiles s'ubiquen a la família dels accipítrids (Accipitridae).
En general les àguiles són aus grosses amb un bec fort i ganxut, d'hàbits caçadors, sovint amb el tars cobert de plomes i urpes poderoses. Tenen unes ales llargues que els permeten volar a gran altura. Nia en arbres o en penya-segats. N'hi ha representants en gran part del món. Tot i que el concepte general del que és una àguila correspon a aquestes característiques, hi ha espècies pescadores (com la peixatera), de grandària mitjana (l'àguila calçada) o d'ales relativament curtes, com les selvàtiques (la menjadora de mones) i moltes espècies no tenen el tars cobert de plomes.

## Etimologia
El terme «àguila» prové del llatí aquila, mot d'origen incert, tot i que es creu que pot derivar del terme aquilus, que significa fosc o de color fosc i podria fer referència al plomatge d'algunes àguiles.

## Acústica
Les àguiles són força silencioses excepte en determinades èpoques que acostuma a coincidir amb la parada nupcial i la reproducció.
No totes les àligues produeixen els mateixos sons. Segons l'espècie a la qual pertanyen, utilitzen sons diferents per comunicar-se. Per exemple, l'àliga imperial ibèrica, durant la reproducció es torna sorollosa, emetent una mena de sonor lladruc: jrao, jrao, jrao!!. Es descriuen també altres tipus de sons emesos en to aspre i molt curts amb un sol kaok! en volar, i accelerats kokokoko! o gock-gock-gock!. L'àliga reial o daurada emet en comptades ocasions una mena de crit semblant a: uíííu-jíu-jiu. Al final de l'hivern i probablement formant part de la parada nupcial la seva veu fa un so semblant a uíííu repetit tres o quatre vegades i amb freqüència.
Hi ha tota una altra sèrie de sons que fan en aproximar-se al niu i d'altres que fa la femella quan rep les preses que li porta el mascle.

## Aus anomenadesàguila(sense valor taxonòmic)
Les àguiles més clàssiques serien els membres de la subfamília dels aquilins (Aquilinae), formada per:
- Les àguiles típiques dels gèneres Aquila i Hieraaetus.
- L'àguila negra (Ictinaetus malayensis).
- L'àguila ventrevermella (Lophotriorchis kienerii), fins fa poc inclosa a Hieraaetus o Aquila.
- L'àguila marcial (Polemaetus bellicosus).
- L'àguila emplomallada (Lophaetus occipitalis).
- Les àguiles astor, dels gèneres Spizaetus i Nisaetus.
- L'àguila coronada africana (Stephanoaetus coronatus).

També es denominen àguiles altres rapinyaires més llunyans, com:
- Les àguiles peixateres del gènere Pandion, que ni tan sols són accipítrids.
- Les àguiles marines o pigargs, dels gèneres Haliaeetus i Ichthyophaga.
- Els membres del gènere Circaetus, entre els quals l'àguila marcenca.
- L'àguila saltimbanqui (Terathopius ecaudatus).
- L'àguila mora (Geranoaetus melanoleucus)
- Les àguiles solitària i coronada americana, del gènere Harpyhaliaetus.
- Les conegudes com harpies, dels gèneres Harpia i Morphnus.
- L'àguila de Nova Guinea (Harpyopsis novaeguineae).
- L'àguila menjadora de mones (Pithecophaga jefferyi)

## Aspectes culturals

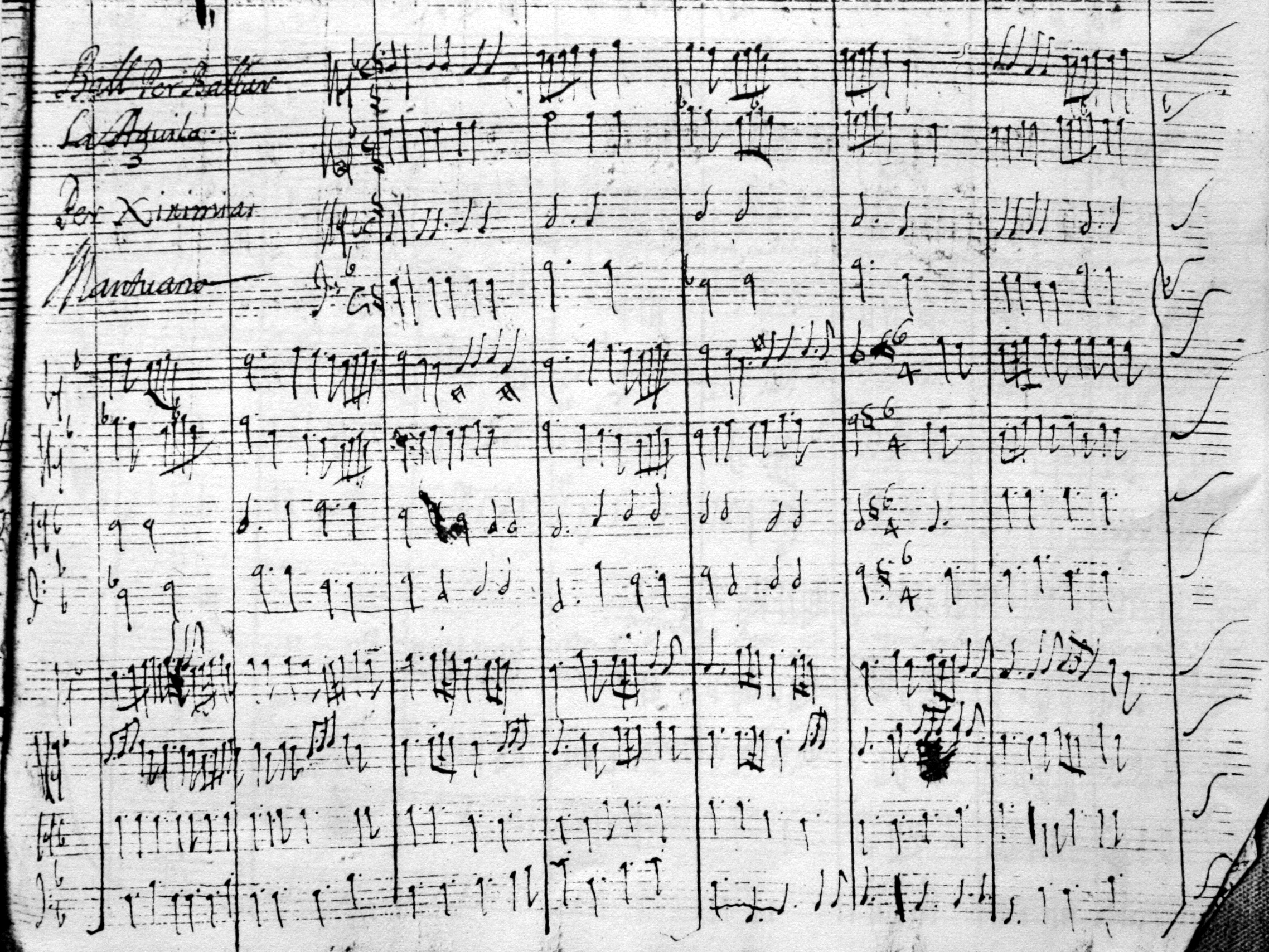
Principi de la música del Ball de l'Àliga a la processó de Corpus de Barcelona, segons un manuscrit de mitjan conservat a l'església del Pi

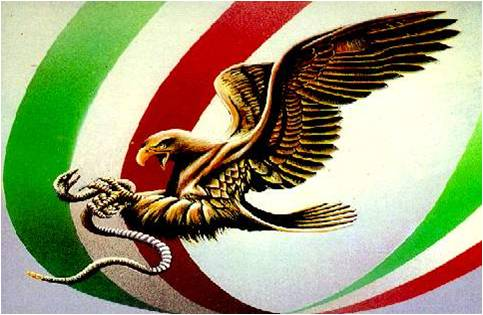
Àguila daurada dins la simbologia mexicana

L'àliga també és una figura del bestiari fantàstic dels Països Catalans, que participa en el Seguici Popular de les ciutats i viles que havien tingut privilegis reials. Són especialment conegudes les àligues de Vilafranca del Penedès, la de Berga, l'Àliga de Tarragona, la de la Festa Major de Solsona i Àliga d'Igualada. Antigament també havia participat en la processó de Corpus de Barcelona i ho havia fet ballant al so d'una música que té clares relacions amb la de la Patum de Berga.
És el símbol nacional de molts pobles perquè representa la majestat, com els asteques, els albanesos, els maies o els egipcis, qui a més simbolitzaven amb un home amb cap d'àliga el seu déu principal: Ammon-Ra. L'àguila és l'animal patró del déu grec Zeus. En particular, es deia que Zeus va prendre la forma d'una àguila per tal de segrestar a Ganímedes, i hi ha nombroses representacions artístiques de l'àguila Zeus portant Ganimedes en alt, des de l'època clàssica fins a l'actualitat (vegeu la galeria a l'article de Ganimedes). Els romans portaven una àguila com a emblema del seu poder militar.
A l'antiga mitologia sumèria, es deia que el mític rei Etana va ser portat al cel per una àguila. Escriptors clàssics com Lucan i Plini el Vell afirmaven que l'àguila era capaç de mirar directament el sol, i que obligaven els seus pollets a fer el mateix. Els que parpellejaven serien llançats des del niu. Aquesta creença va persistir fins a l'Edat Medieval.
Per als jueus l'àguila és la saviesa, per això es refereixen a Maimònides i altres estudiosos com a «grans àligues». Per al cristianisme representa sant Joan Evangelista, ja que la seva escriptura és la més elevada (està més a prop del cel que els animals símbols dels altres evangelistes) intel·lectualment i espiritual. Faristols amb forma d'àguila són comuns a les esglésies anglicanes i catòliques romanes. Les àguiles apareixen metafòricament en moltes traduccions de l'Antic Testament. Es parla de Déu com portant Israel amb «ales d'àguila» a l'Èxode 19:4, Isaïes 40:31 compara els qui esperen en el Senyor amb les àguiles voladores, i el Salm 103 esmenta la renovació de la joventut «com l'àguila». En explicar aquest rejoveniment, Agustí d'Hipona diu en el seu comentari sobre els Salms que els becs de les àguiles creixen massa a mesura que envelleixen i que els trenquen contra les roques per restaurar-los. La traducció, però, és incerta: la paraula en hebreu, נשר, també pot ser traduïda voltor, i apareix al costat de tipus específics de voltor a la discussió del Levític sobre animals impurs.
Per a molts pobles indígenes americans tenia un valor religiós, per això s'adornaven sovint amb plomes d'àliga el cap i la roba. La cultura Mochica de l'antic Perú adorava l'àguila i sovint representava àguiles en el seu art.
La llei de plomes d'àguila dels Estats Units estipula que només els individus d'ascendència certificable ameríndia inscrits en una tribu reconeguda federalment estan legalment autoritzats per obtenir plomes d'àguila per a raons religioses o espirituals. Al Canadà, la caça furtiva de plomes d'àguila per al mercat nord-americà en auge ha provocat detencions de persones de les Primeres Nacions pel crim.

## L'àguila com a símbol

Àguila bicèfala com a emblema de l'emperador Carles I d'Espanya

L'àguila ha constituït el símbol de la majestat, el poder i la victòria al llarg de la història.
En el llenguatge hieroglífic designava les ciutats d'Heliòpolis, Antioquia i Tir. A Pèrsia i l'Epir va ser emprada com a insígnia militar. Posteriorment, va ser l'emblema de la república romana i dels emperadors d'Orient i d'Occident. L'àguila era una figura que es posava com a atribut en els capitells dels temples de Júpiter.

### Heràldica
L'àguila és una figura heràldica emprada des de les Croades. Resultant de l'àguila romana, restituïda per Carlemany, esdevé el símbol de l'imperi i gana un segon cap al moment de la fusió entre l'Imperi d'Orient i l'Imperi d'Occident.
L'àguila bicèfala és un símbol present en la iconografia i heràldica de diverses cultures indoeuropees i mesoamericanes. A Europa, procedeix de l'àguila bicèfala hitita, arribant a l'edat mitjana a través de l'Imperi Romà d'Orient.
L'àguila de Sant Joan, com a símbol de l'evangelista, es converteix en heràldica en una part important d'alguns blasons, sobretot el que va incorporar Isabel la Catòlica com a suport a l'escut dels Reis Catòlics. No ha de confondre's amb l'àguila imperial que apareix en molts altres com els dels Àustries espanyols o els tsars de Rússia, que deriven de l'escut dels emperadors romans d'Orient.

### Insígnia militar

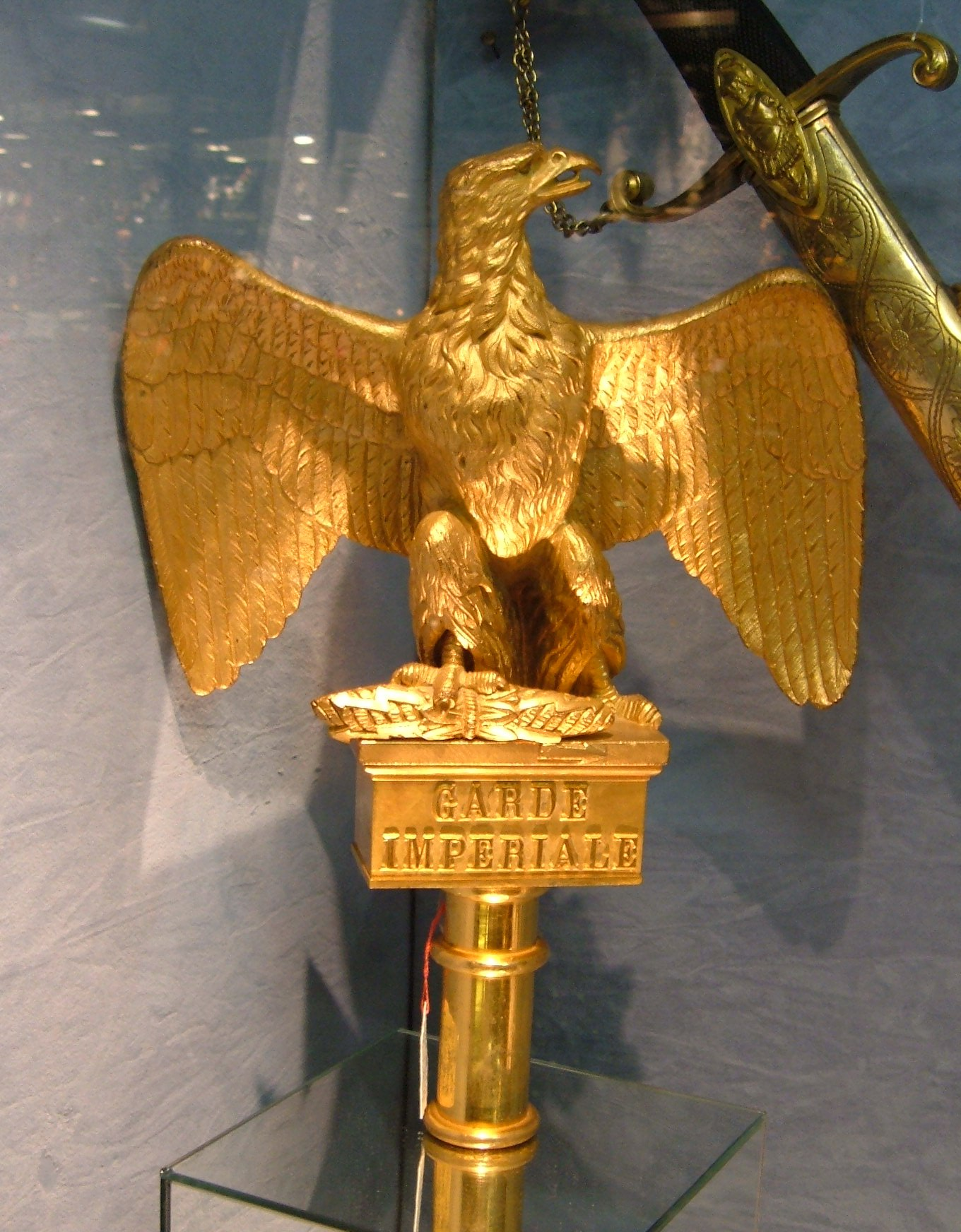
Àguila de la guàrdia imperial francesa

La imatge de l'àguila també ha funcionat com a insígnia militar equivalent al pendó, bandera o estendard, que consisteix en una asta de llança en l'extrem superior de la qual, en comptes de ferro de llança, hi ha una àguila. Tàntal, rei de Lídia, va ser el primer que va usar de les àguiles com a insígnia guerrera. Els romans la van prendre dels perses i dels epirotes i la col·locaven al capdavant de cada legió durant les marxes, passant al centre tan bon punt començava una batalla.
Carlemany va adoptar l'àguila com a guia de les seves tropes. Napoleó I la va donar als regiments de la seva guàrdia personal i la va passejar triomfant per totes les nacions d'Europa. Durant la restauració dels Borbons van quedar abolides les àguiles a França, però l'adveniment al tron de Napoleó III va ressuscitar aquesta ensenya.